# Clutch (groupe)
Pour les articles homonymes, voir Clutch.
Clutch est un groupe américain de hard rock, originaire de Germantown, dans le Maryland. Le groupe mélange stoner rock, funk et heavy metal.

## Historique

### Premières années (1990–1999)
L'origine du nom du groupe vient du souhait des membres d'avoir un nom court et monosyllabique. Clutch se forme en 1990 autour de Dan Maines (basse), Tim Sult (guitare), Jean-Paul Gaster (batterie) et Roger Smalls (chant). Après le départ de Smalls, celui-ci est remplacé par Neil Fallon. Se faisant une certaine renommée après de bonnes prestations en concert, le groupe signe son premier contrat avec le label Earache Records pour sortir leur premier EP Passive Restraints, puis signe par la suite avec EastWest Records.
En 1993 sort leur premier album studio intitulé Transnational Speedway League, suivi deux ans plus tard par Clutch qui marque le premier succès commercial du groupe. En 1998, Clutch signe avec la major Columbia Records pour sortir l'album The Elephant Riders. En 1999, ils sortent Jam Room sous le label Spitfire Records ayant une forte influence groove. Le groupe change de label pour partir ensuite chez Atlantic Records, sur lequel ils sortent Pure Rock Fury en 2001. L'album a un succès certain avec les singles Immortal et Open Up the Border qui passent en boucle sur les stations de radio rock américaines.

### Succès (2004–2011)

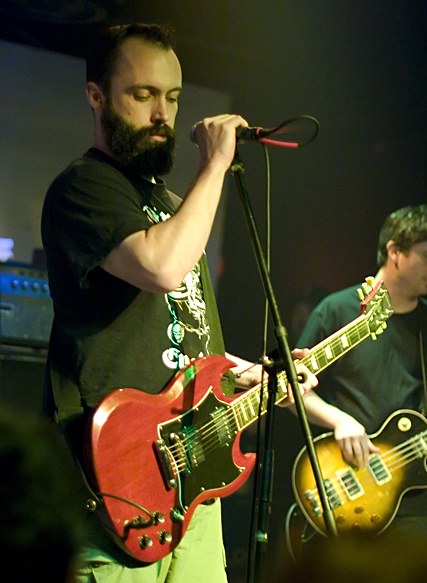
Neil Fallon, chanteur et guitariste du groupe.

Trois ans plus tard, en 2004, Clutch sort Blast Tyrant sur un nouveau label, DTR Records. Le groupe connait un succès auprès des radios et du public avec le single The Mob Goes Wild dont ils tournent un clip dirigé par Bam Margera, ami du groupe, et sur lequel Ryan Dunn et Brandon DiCamillo apparaissent.
À l'automne 2006, le groupe rentre en studio avec le producteur Joe Barresi (Kyuss, The Melvins ou Tool). L'album s'appelle From Beale Street to Oblivion et sort en mars 2007. En juin 2008, après de multiples expériences insatisfaisantes, le groupe et son manager, Jack Flanagan, décident de fonder leur propre label, Weathermaker. En septembre de la même année, s'ensuit la sortie du premier DVD live (accompagné d'un CD) du groupe produit et dirigé par Agent Odgen, Full Fathom Live. Le groupe sort également une version allongée et remastérisée de Slow Hole to China, Slow Hole to China : Rare and Unreleased le 28 avril 2009. Le groupe sort Strange Cousins from the West le 13 juillet 2009 au Royaume-Uni, et le 14 juillet 2009 aux États-Unis. Un double DVD intitulé Live at Club 9:30, est enregistré au prestigieux club de Washington le 28 décembre 2009 sur le propre label du groupe, sort le 10 mai 2010.
En mai 2011, le groupe sort une réédition de son album de 2004 Blast Tyrant toujours chez Weathermaker Music. Cette nouvelle édition comprend un album bonus, Basket of Eggs, incluant des versions acoustiques de chansons de l'album.

### Derniers albums (depuis 2012)
Le 10 juin 2012, le groupe sort le single Pigtown Blues avec une version acoustique de Motherless Child. Le 19 mars 2013, Clutch sort son dixième album, Earth Rocker. Le groupe entreprend alors une tournée nord américaine en deux parties, de février à mai 2013 puis à partir de septembre 2013, suivie d'une tournée européenne durant l'été 2013. En octobre 2013, le groupe annonce la sortie de Earth Rocker Live via Weathermaker Music.
Le 17 avril 2014, Clutch annonce qu’il sortira le 10 juin 2014 une triple version deluxe de l’album Earth Rocker qui contiendra le disque et les nouvelles chansons Night Hag et Scavengers, une version live de Earth Rocker, un DVD Live in Denver enregistré le 14 novembre 2013 à Denver et les clips des chansons Gone Cold et Crucial Velocity. Le nouvel album, Psychic Warfare, est annoncé pour septembre 2015. Une vidéo est postée sur la page Facebook du groupe afin de découvrir moins d'une minute d'un des futurs titres : X-Ray Visions. Leur onzième album, intitulé Psychic Warfare, est finalement publié le 2 octobre 2015. Fallon explique que le concept de l'album s'est inspiré de l'auteur de science fiction Philip Dick.

## Style musical
Chaque album de Clutch est marqué par un son commun qui transparait tout au long de l'album. Le groupe passe du heavy metal, au punk hardcore jusqu'au hard rock, ajoutant souvent une touche de funk et de blues caractéristique du groupe.
Les paroles du groupe font référence à l'histoire (I Have the Body of John Wilkes Booth), la culture populaire (Animal Farm), ou encore la mythologie (Minautor et In the Wake of Swollen Goat). Dans une interview accordée à Loudwire, Neil Fallon révèle que Crucial Velocity de l'album Earth Rocker et X-Ray Visions de Psychic Warfare étaient directement inspirées de l'écrivain Philip K. Dick.

## Membres

### Membres actuels
- Neil Fallon – guitare, chant, harmonica, clavier, percussions
- Tim Sult – guitare
- Dan Maines – basse
- Jean-Paul Gaster – batterie

### Ancien membre
- Mick Schauer - clavier (2005–2008)

## Discographie
- 1993 : Transnational Speedway League
- 1995 : Clutch
- 1998 : The Elephant Riders
- 1999 : Jam Room
- 2001 : Pure Rock Fury
- 2004 : Blast Tyrant
- 2005 : Robot Hive/Exodus
- 2007 : From Beale Street to Oblivion
- 2009 : Strange Cousins from the West
- 2013 : Earth Rocker
- 2015 : Psychic Warfare
- 2018 : Book of Bad Decisions
- 2020 : Monsters, Machines and Mythological Beasts
- 2022 : Sunrise on Slaughter Beach